# Anna Partišová
Anna Partišová (7. června 1916 – ???) byla česká a československá politička Komunistické strany Československa, poslankyně České národní rady a Sněmovny národů Federálního shromáždění za normalizace.

## Biografie
K roku 1969 se uvádí jako učitelka na ZDŠ z Prahy 2.
Po provedení federalizace Československa usedla do Sněmovny národů Federálního shromáždění. Mandát nabyla až dodatečně v prosinci 1969. Nominovala ji Česká národní rada, v níž rovněž zasedala dodatečně (od listopadu 1969). Ve federálním parlamentu zasedala do konce funkčního období, tedy do voleb roku 1971.